# John Nanfan
John Nanfan (1634–1716) war in den Jahren 1701 und 1702 kommissarischer englischer Gouverneur der Provinz New York.

## Leben
Über den Werdegang von John Nanfan vor dem Jahr 1688 ist nichts bekannt. Die Quellen erwähnen, dass er um das Jahr 1688 dem englischen Militär beitrat. Während der Glorious Revolution diente er als Hauptmann in der Invasionsarmee von König Wilhelm III. 1698 bekleidete er den Kolonialgouverneur Richard Coote, mit dem er verwandt war, in die amerikanische Provinz New York. Dort bekleidete er das Amt des kolonialen Vizegouverneurs. Zeitweise war er zudem Kommandeur der Garnison in Albany. Dabei war er hauptsächlich mit Indianerangelegenheiten oder Problemen mit dem französischen Kanada befasst. Nach dem Tod von Richard Coote (1701) übernahm er kommissarisch das Amt des Gouverneurs der Provinz New York. Dieses Amt bekleidete er bis zur Ankunft des neuen Gouverneurs Edward Hyde im Mai des Jahres 1702.
Auch während seiner kurzen Amtszeit litt die Kolonie noch unter den Folgen der Leisler Rebellion. Die Anhänger und Gegner dieses Aufstandes standen sich nach wie vor verfeindet gegenüber. Nanfan unterstützte die Pro-Leisler Gruppe. Er ließ Oppositionelle wegen Verrat hinrichten (Bayard und Hutchins). Außerdem schloss er einen Friedensvertrag mit den Irokesen ab. Als im Jahr 1702 sein Nachfolger in New York ankam und dieser sich der Opposition gegen Nanfan anschloss, wurde dieser verhaftet. Seine Familie reiste nach Barbados aus, während er für anderthalb Jahre ins Gefängnis musste. Ihm wurden unter anderem Fehler während seiner Amtszeit und ungerechtfertigte Verhaftungen vorgeworfen. Sein Fall wurde dann in London vor der Regierung ausgebreitet, die ihn frei sprach. Daraufhin verließ er New York, ehe seine Gegner neue Anklagen gegen ihn finden konnten in Richtung England. Sein weiterer Lebensweg ist unbekannt. Überliefert ist nur, dass er im Jahr 1716 verstarb.